# Erzsébet Balázs
Erzsébet Balázs (później Baranyai, ur. 15 października 1920 w Budapeszcie, zm. 24 listopada 2014 tamże) – węgierska gimnastyczka. Medalistka Letnich Igrzysk Olimpijskich 1948.
Jej mężem był gimnastyk László Baranyai, brązowy medalista olimpijski z tych samych igrzysk.